# Costruzioni di Brescia per altezza

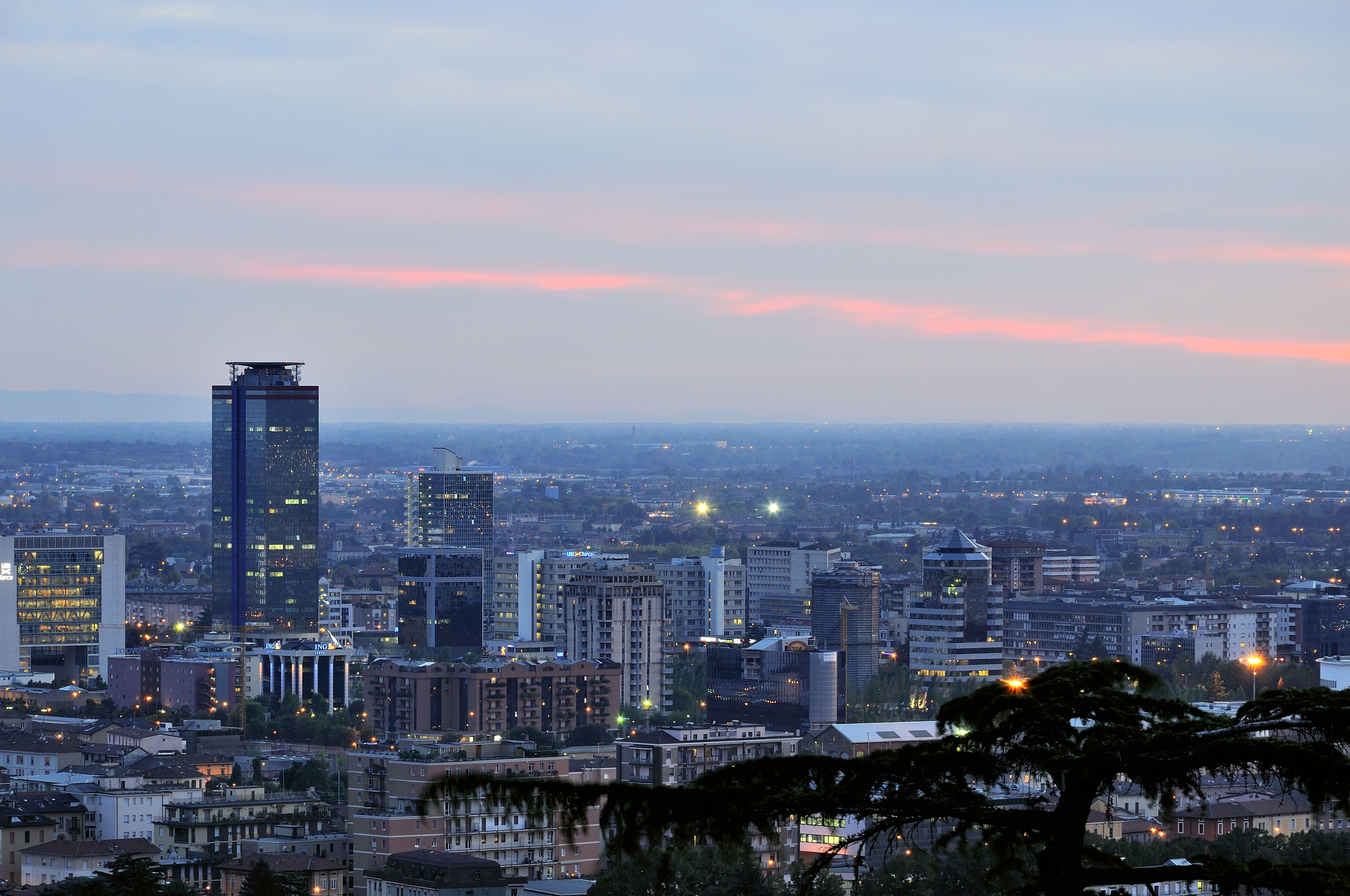
Skyline di Brescia

Tra le costruzioni più alte della città di Brescia, l'edificio abitabile più alto è il grattacielo Crystal Palace (27 piani, 110 m d'altezza), collocato nel centro direzionale chiamato Brescia 2, mentre la struttura più alta della città è la torre del termoutilizzatore (120 m d'altezza).

## Storia

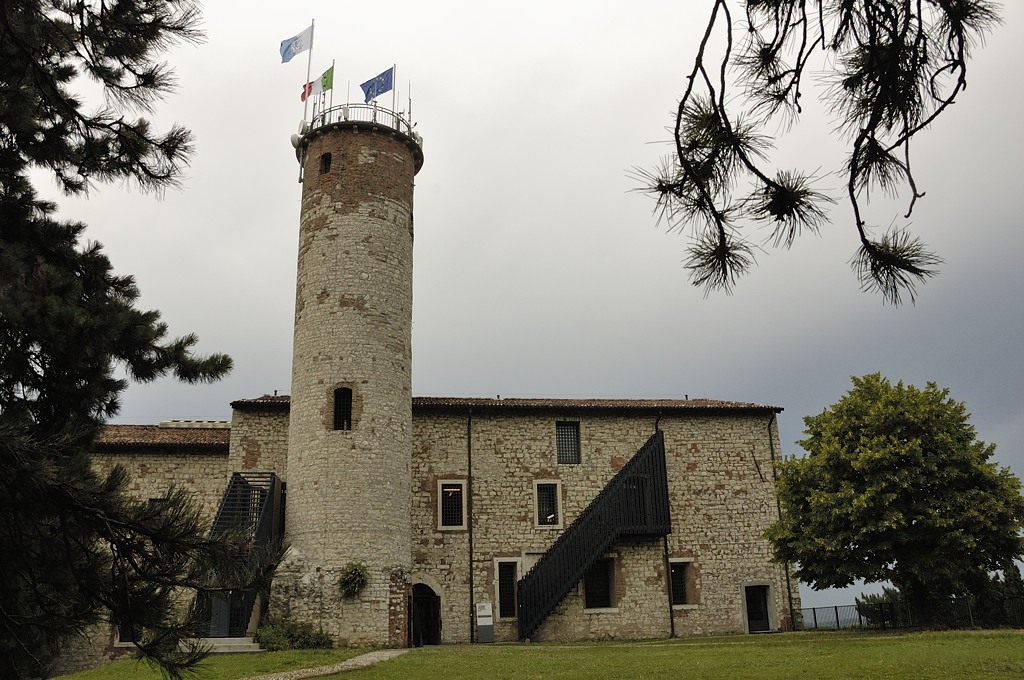
La Torre Mirabella

La Torre della Pallata

In epoca romana, la città di Brescia (chiamata Brixia) possedeva soltanto delle piccole torri di avvistamento poste lungo la cinta muraria. Due di queste sono ancora oggi visibili (sebbene siano state fortemente rimaneggiate nei secoli successivi): una è la Torre Paganora, chiamata anticamente Porta Paganorum, l’altra è la cosiddetta torre di Porta Bruciata, collocata in corrispondenza dell'antica Porta Mediolanensis, uno dei principali punti d'accesso alla città romana, da cui partiva il decumano massimo (oggi Via dei Musei).  
Con l'affermarsi del cristianesimo cominciò la costruzione di chiese con annessi campanili, che superarono in altezza le precedenti costruzioni romane. Il più antico campanile esistente a Brescia è probabilmente la Torre Mirabella: alta 22 m, di forma cilindrica, è tutto ciò che resta dell'antica Chiesa di Santo Stefano in Arce, costruita nel V secolo sulla cima del Colle Cidneo, nello stesso luogo in cui sorgeva un tempio romano (a sua volta costruito su un precedente tempio celtico). Demolita nel XVI secolo per ampliare le strutture difensive del Castello di Brescia, il campanile fu mantenuto come torre di avvistamento. Durante il medioevo furono rafforzate le difese della città con la costruzione di diverse torri, tra le quali possiamo ricordare la Torre della Pallata (alta 32 m) e soprattutto la Torre del Pegol che, con i suoi 54 m d'altezza, è rimasta per circa 700 anni l'edificio più alto di Brescia. 
Nel 1825 venne completata la grande cupola del Duomo Nuovo, progettata dall'architetto Luigi Cagnola. Con i suoi 80 m d'altezza è stata la costruzione più alta della città per oltre 150 anni, fino a quando, tra gli anni 70 e 80 del XX secolo, con i lavori di ampliamento della Centrale Lamarmora (la prima centrale per il teleriscaldamento realizzata in Italia), furono costruite le 2 ciminiere gemelle, alte entrambe 100 m. Nel 1992 fu completato il Crystal Palace che, con i suoi 110 m d'altezza, è il grattacielo più alto di Brescia ed è rimasta la costruzione più alta della città fino al 1998, quando è stata realizzata la torre del termoutilizzatore.

## Grattacieli

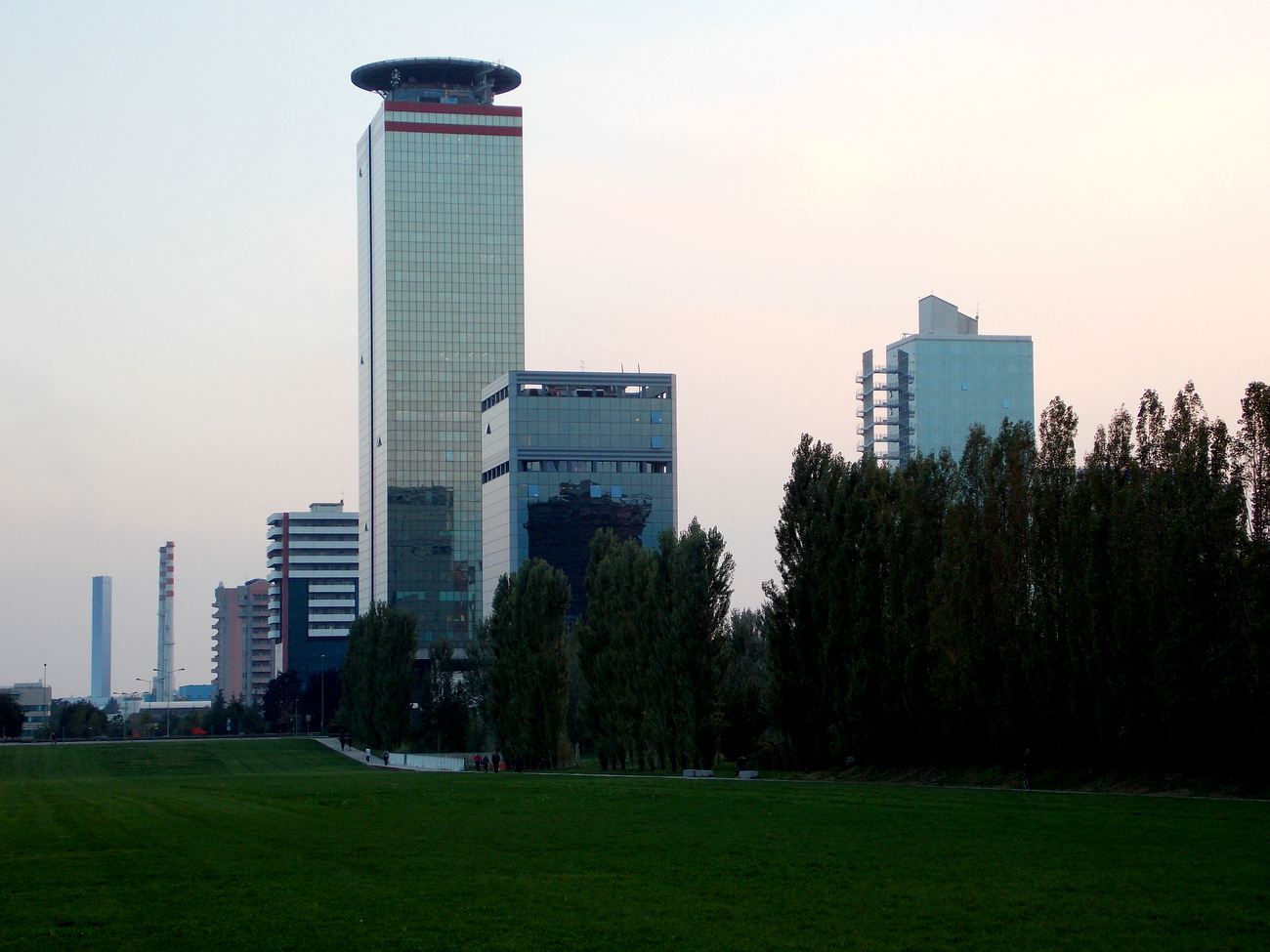
Il Crystal Palace

Brescia è stata la prima città italiana, e una delle prime in Europa, ad aver costruito un grattacielo. Il primo grattacielo di Brescia (e d'Italia) è il Torrione INA, completato nel 1932 e progettato dall'architetto Marcello Piacentini. Con i suoi  57 m d'altezza è rimasto l'edificio ad uso abitativo più alto della città per oltre 50 anni. Infatti, durante il boom edilizio avvenuto nel secondo dopoguerra, la città di Brescia si è sviluppata più in orizzontale che in verticale e la costruzione di edifici a torre è rimasta limitata. Fu solo a partire dagli anni 1980 che ci fu una ripresa nella costruzione di grattacieli, iniziata con la realizzazione del quartiere San Polo (in cui furono realizzate le torri Cimabue e Tintoretto, alte entrambe 63 m) e, soprattutto, con lo sviluppo verticale del centro direzionale di Brescia dove, a cavallo tra gli anni 1990 e 2000, sono state costruite diverse torri tra cui il Crystal Palace (alto 110 m), la CAP Tower (di 82 m) e la Torre Kennedy (alta 57 m). La costruzione di grattacieli è proseguita anche negli anni successivi e si è concentrata nelle ex aree industriali sottoposte ad opere di rigenerazione urbana. L’ultimo grattacielo in ordine di tempo ad esser stato inaugurato è lo Skyline 18 (alto 80 m) completato nel 2013.

## Altre strutture
A caratterizzare lo skyline di Brescia vi sono anche strutture di tipo industriale tra le quali possiamo ricordare: il gasometro di Brescia (costruito nel 1934, è alto 45 m, ha un diametro di 22,696 m ed un peso di 280.000 kg), le due ciminiere gemelle della centrale Lamarmora (alte entrambe 100 m) e la torre del termovalorizzatore che, con i suoi 120 m d’altezza, è la costruzione più alta della città.

## Lista

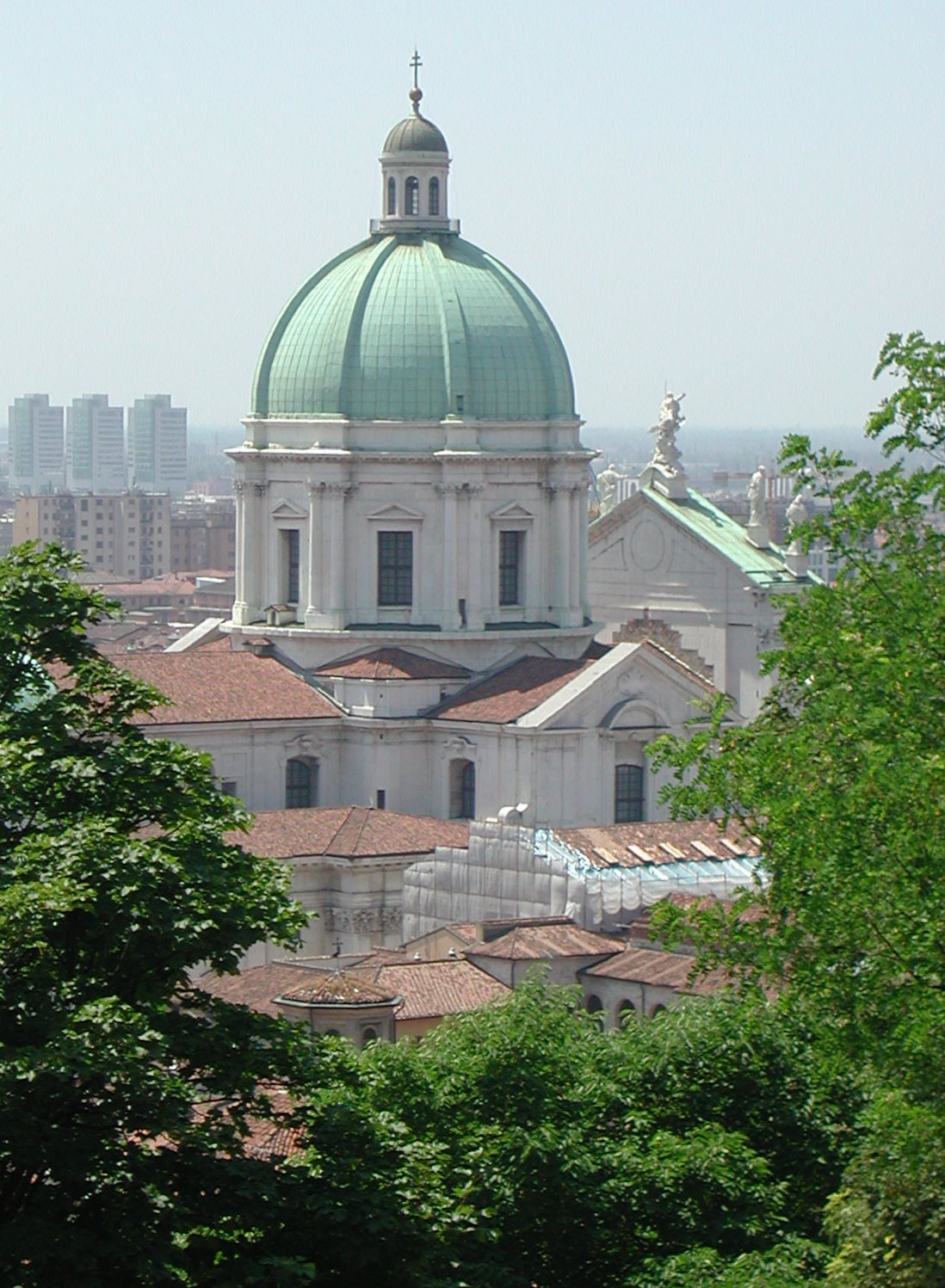
La cupola del Duomo Nuovo

Il Faro di Brescia nel Cimitero Monumentale

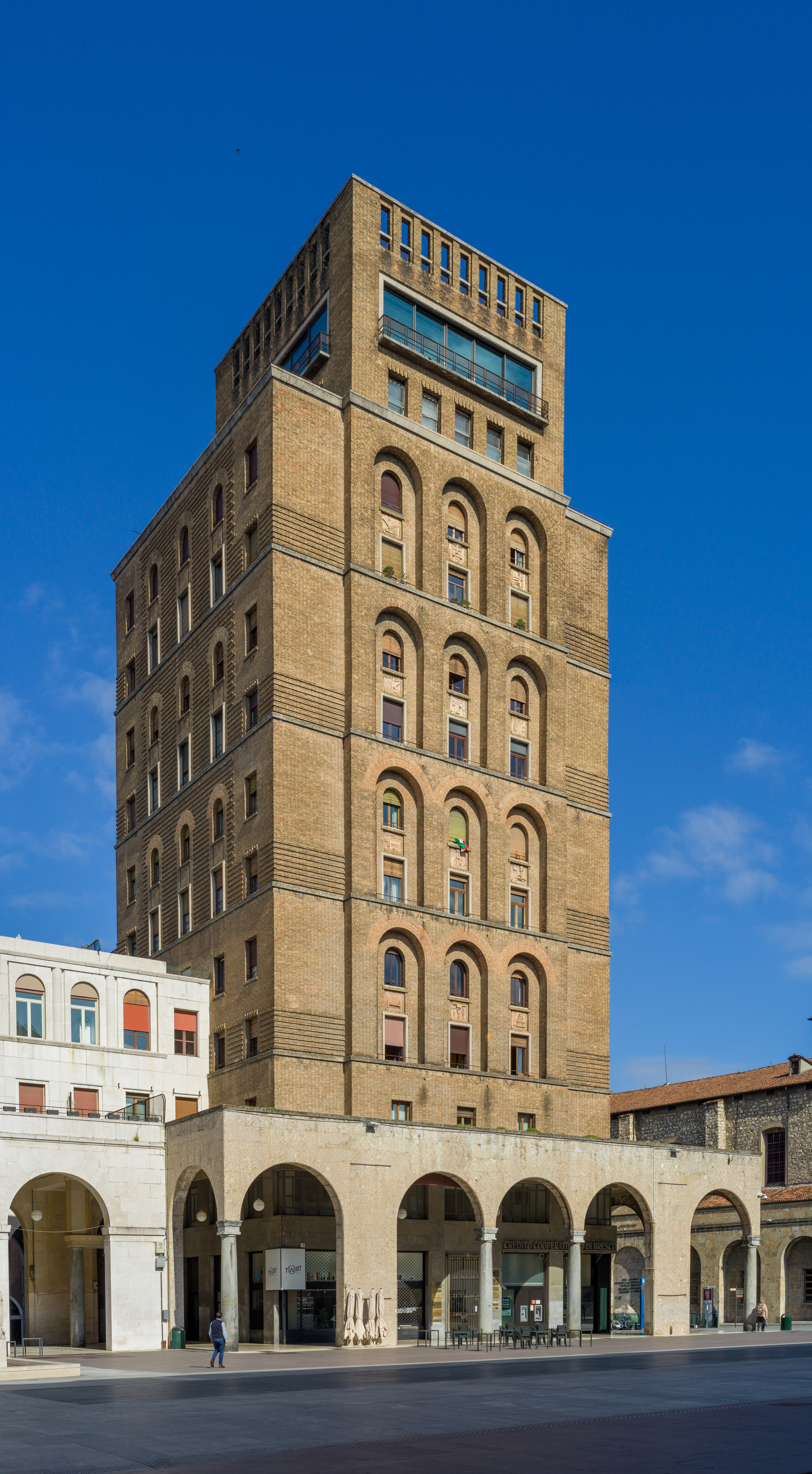
Il Torrione INA, primo grattacielo costruito in Italia

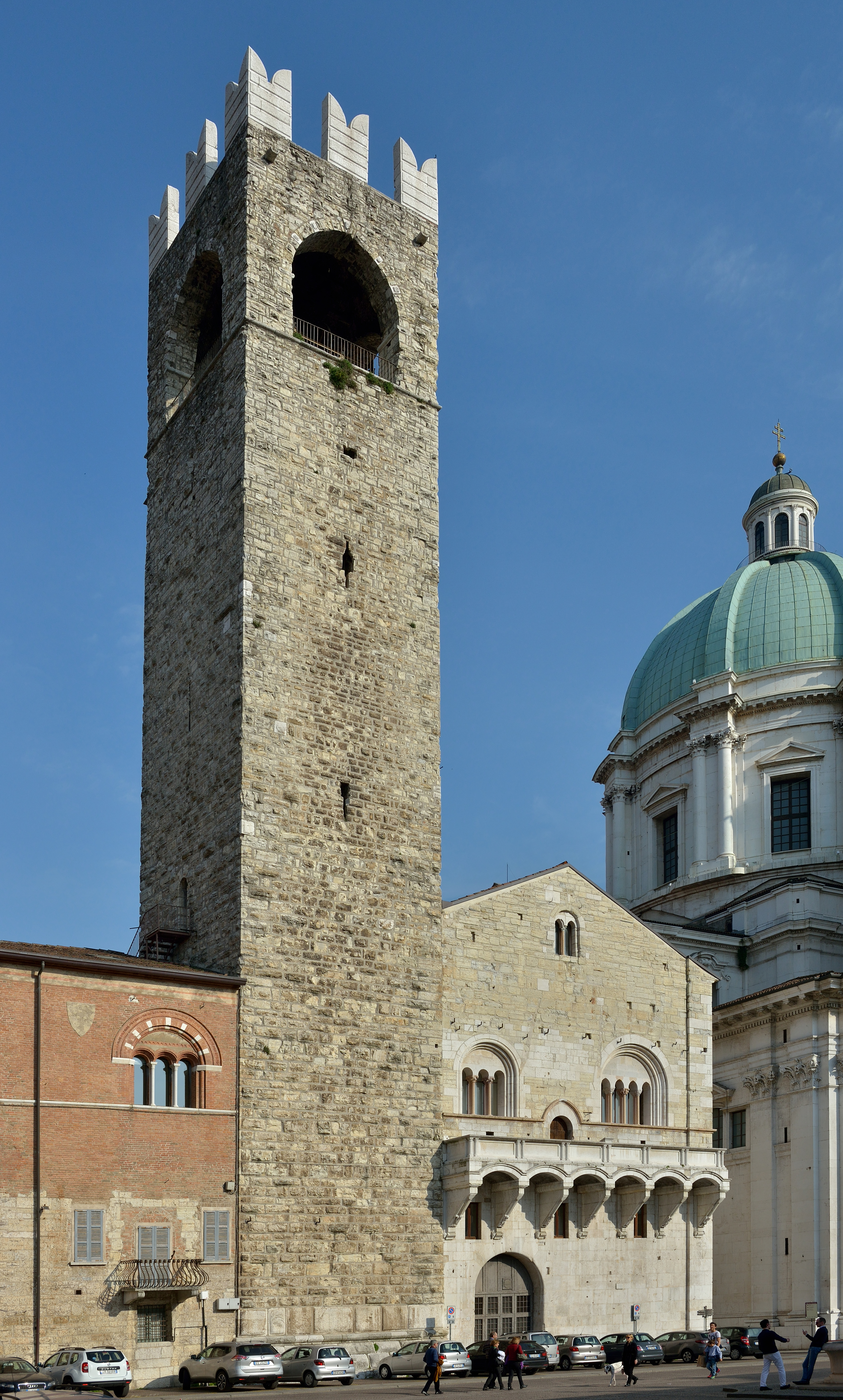
La Torre del Pegol

La seguente lista comprende gli edifici e le strutture di altezza uguale o superiore a 45 m esistenti, o in via di realizzazione, nella città di Brescia. 
| Pos. | Nome                                   | Altezza (m) | N. di piani | Anno       | Note |
| ---- | -------------------------------------- | ----------- | ----------- | ---------- | --- |
| 1    | Termovalorizzatore di Brescia          | 120         | -           | 1998       | |
| 2    | Crystal Palace                         | 110         | 27          | 1992       | |
| 3=   | Camino 1 Centrale Lamarmora            | 100         | -           | 1978       | |
| 3=   | Camino 2 Centrale Lamarmora            | 100         | -           | 1981       | |
| 5    | CAP Tower                              | 82          | 22          | 1993       | |
| 6=   | Cupola del Duomo Nuovo                 | 80          | -           | 1825       | Progettata dall’architetto Luigi Cagnola |
| 6=   | Skyline 18                             | 80          | 20          | 2013       | |
| 8=   | Torre I Centro direzionale Tre Torri   | 75          | 14          | 2009       | |
| 8=   | Torre II Centro direzionale Tre Torri  | 75          | 14          | 2009       | |
| 8=   | Torre III Centro direzionale Tre Torri | 75          | 14          | 2009       | |
| 11=  | Torre 11                               | 72          | 21          | ?          | |
| 11=  | Torre 15                               | 72          | 21          | ?          | |
| 13   | Futura                                 | 70          | 14          | 2010       | |
| 14=  | Torre Cimabue                          | 63          | 17          | 1985       | Progettata dall’architetto Leonardo Benevolo |
| 14=  | Torre Tintoretto                       | 63          | 17          | 1985 -2022 | Progettata dall’architetto Leonardo Benevolo Demolita nel 2022 |
| 16=  | Faro di Brescia                        | 60          | -           | 1864       | Progettato dall’architetto Rodolfo Vantini, è posto al centro del Cimitero Monumentale                                                                                              |
| 16=  | 28 Duca d'Aosta                        | 60          | 14          | 2011       | Progettato dall’architetto Massimiliano Fuksas |
| 18=  | Torrione INA                           | 57          | 15          | 1932       | Progettato dall’architetto Marcello Piacentini, è il primo grattacielo costruito in Italia e all’epoca della sua costruzione era il grattacielo in cemento armato più alto d’Europa |
| 18=  | Torre Kennedy                          | 57          | 12          | 2002       | |
| 20=  | Torre del Pegol                        | 54          | -           | XII secolo | |
| 20=  | Sede UBI Banca                         | 54          | 12          | 2004       | Progettato dall’architetto Vittorio Gregotti |
| 22   | Condominio Solferino                   | 53          | 15          | -          | |
| 23   | Torre Ambrosiana                       | 52          | 14          | 2005       | |
| 24=  | Torre Millenium                        | 50          | 13          | 2000       | |
| 24=  | Torre giardino                         | 50          | 14          | 1993       | |
| 26   | Diamante                               | 49          | 13          | 1994       | |
| 27=  | Torre Michelangelo                     | 47          | 15          | 1985       | Progettate dall’architetto Leonardo Benevolo |
| 27=  | Torre Raffaello                        | 47          | 15          | 1985       | Progettate dall’architetto Leonardo Benevolo |
| 27=  | Torre Tiziano                          | 47          | 15          | 1985       | Progettate dall’architetto Leonardo Benevolo |
| 30   | Torre Oberdam                          | 46          | 11          | 2007       | |
| 30   | Sede AIB                               | 46          | 10          | -          | |
| 32=  | Symbol                                 | 45          | 10          | 1991       | |
| 32=  | Condominio K2                          | 45          | 14          | -          | |
| 32=  | Condominio Via XX Settembre 66         | 45          | 13          | -          | |
| 32=  | Gasometro                              | 45          | -           | 1934       | |

     Grattacieli progettati e approvati la cui costruzione non è ancora in atto